# Ypypuera crucifera
Espèce
Synonymes
- Tama crucifera Vellard, 1924
- Tama micrura Mello-Leitão, 1928
- Tama crulsi Mello-Leitão, 1930
- Tama occidentalis Schenkel, 1953

Ypypuera crucifera est une espèce d'araignées aranéomorphes de la famille des Hersiliidae.

## Distribution
Cette espèce se rencontre de l'Argentine au Venezuela.

## Description
Les mâles décrits par Rheims et Brescovit en 2004 mesurent de 3,90 à 5,40 mm et les femelles de 4,40 à 6,40 mm.

## Publication originale
- Vellard, 1924 : Études de zoologie. Archivos do Instituto Vital Brazil, vol. 2, p. 1-32 & 121-170.